# Свенссон, Густав
Карл Густав Юхан Свенссон (швед. Karl Gustav Johan Svensson; 7 февраля 1987, Гётеборг) — шведский футболист, полузащитник клуба «Гётеборг». Выступал за сборную Швеции.
Воспитанник клуба «Гётеборг». За основную команду выступал с 2005 года по 2010 год. В составе команды становился чемпионом Швеции, обладателем Кубка и Суперкубка Швеции, участвовал в еврокубках. Летом 2010 года перешёл в турецкий «Бурсаспор». В составе команды провёл 2 года. Летом 2012 года перешёл в симферопольскую «Таврию».
Выступал за молодёжную сборную Швеции до 21 года. Участвовал в молодёжном чемпионате Европы 2009, который прошёл в Швеции. В составе национальной сборной Швеции сыграл 26 матчей.

## Биография

### Клубная карьера

#### «Гётеборг»
До 2001 года занимался в футбольной школе команды «Азалия». Свенссон является воспитанником клуба «Гётеборг», в котором занимался до 2005 года. В июне 2005 года восемнадцатилетней Свенссон дебютировал в основной команде, в матче еврокубков, в Кубке Интертото. 18 июня 2005 года в выездном матче против люксембургской «Виктории» (1:2), главный тренер Арне Эрланнсен выпустил Густава на 88-й минуте вместо Бастиана Рохаса Диаса. В ответной игре «Гётеборг» также выиграл у «Виктории» (3:1), а Густав Свенссон вышел на 74-й минуте вместо Адама Юханссона.
В 2006 году дебютировал за клуб в чемпионате Швеции. В сезоне 2006 Свенссон провёл 5 матчей, в которых забил 1 гол, «Гётеборг» занял 8 место в чемпионате. В следующем сезоне 2007 «Гётеборг» стал чемпионом Швеции, впервые за 11 лет. Густав Свенссон в этом сезоне стал основным игроком команды и сыграл в 22 матчах и забил 1 мяч (в ворота «Эльфсборга»). Также в этом сезоне «Гётеборг» дошёл до финала Кубка Швеции, где уступил «Кальмару» со счётом (3:0).
22 марта 2008 года в матче за Суперкубок Швеции Густав отыграл весь матч против «Кальмара», игра закончилась победой «Гётеборга» (3:1). В июле 2008 года сыграл в одной игре первого квалификационного раунда Лиги чемпионов против сан-маринской «Мураты» (0:5), ответная игра (0:4). Во втором квалификационном раунде Свенссон сыграл в двух матчах против швейцарского «Базеля», по итогам двух встреч «Гётеборг» уступил (5:2). В сезоне 2008 «Гётеборг» стал бронзовым призёром чемпионата, уступив «Эльфсборгу» и «Кальмару». Свенссон в чемпионате сыграл в 27 матчах и забил 3 мяча (в ворота «Норрчёпинга», «Кальмара» и «Эльфсборга»). В Кубке Швеции команда дошла до финала, где обыграла «Кальмар» (0:0 основное время и 4:5 по пенальти), Свенссон вышел на 62-й минуте вместо Томаса Олссона.
21 марта 2009 года участвовал в матче за Суперкубок Швеции, в котором «Гётеборг» уступил «Кальмару» (1:0). Летом 2009 года сыграл в двух матчах третьего квалификационного раунда Лиги Европы против тель-авивского «Маккаби», команда по сумме двух матчей уступила (2:4) и покинула турнир. В чемпионате Швеции 2009 команда завоевала серебряные медали, уступив лишь АИКу. Густав Свенссон сыграл в 29 матчах, в которых забил 2 мяча (в ворота «Треллеборга» и «Ефле»). В Кубке Швеции «Гётеборг» вновь дошёл до финала, но уступил АИКу (2:0).
6 марта 2010 года «Гётеборг» встретился в матче за Суперкубок с АИКом и уступил (1:0), Свенссон отыграл всю игру. Летом 2010 года команда участвовала в третьем квалификационном раунде Лиги Европы в котором по сумме двух матчей уступила нидерландскому АЗ со счётом (2:1). В чемпионате Швеции 2010 Свенсон не доиграл до конца турнира и сыграл в 18 матчах и забил 1 мяч (в ворота «Хальмстада»). В Кубке сыграл 2 матча.
Всего за «Гётеборг» в чемпионате провёл 101 матч и забил 8 мячей. В составе команды выступал под 26 и 13 номером.

#### «Бурсаспор»
В конце августа 2010 года перешёл в стан чемпиона Турции, в «Бурсаспор», подписав трёхлетний контракт. Официально сумма трансфера не была разглашена, его цена по данным сайта transfermarkt.de на тот момент составляла около 2 000 000 евро. В новой команде взял футболку с 13 номером. В составе команды дебютировал 14 сентября 2010 года в рамках группового этапа Лиги чемпионов против испанской «Валенсии» (0:4), Свенссон вышел на 78-й минуте вместо Ивана Эргича. В чемпионате Турции дебютировал 20 сентября 2010 года в выездном матче против «Газиантепспора» (0:3), главный тренер «Бурсаспора» Эртугрул Саглам доверил ему отыграть всю игру.
В своей группе в Лиги чемпионов сезона 2010/11 «Бурсаспор» занял последние 4 место, уступив «Рейнджерсу», «Валенсии» и «Манчестер Юнайтед». По ходу турнира команда лишь раз сыграла вничью с «Рейнджерсом», а в остальных 5 играх уступила соперникам. В чемпионате Турции клуб занял 3 место, став бронзовым призёром первенства и уступил лишь «Трабзонспору» и «Фенербахче». Свенссон сыграл в 16 матчах турнира. В Кубке Турции сыграл в 3 матчах.
В третьем квалификационном раунде Лиги Европы 2011/12 принял участие в ответном выездном матче против белорусского «Гомеля» (1:3), Свенссон вышел в конце игры на 88-й минуте вместо Альфреда Н’Диая. В первом матче турки также одержали победу (2:1) и по сумме двух матчей прошли дальше в раунд плей-офф. На этой стадии команда уступила бельгийскому «Андерлехту», первый матч закончился поражением «Бурсаспора» (1:2). Второй ничьей (2:2), в этом матче Свенссон отыграл все 90 минут. В чемпионате Турции 2011/12 сыграл всего в 9 матчах и плюс 3 игры за право выхода в Лигу Европы. В Кубке Турции он сыграл в матче 1/16 финала против «Шанлыурфаспора». В итоге команда дошла до финала, где уступила «Фенербахче» со счётом (0:4), Свенссон остался на скамейке запасных.
Весной 2012 года покинул расположение клуба, после чего сам поддерживал форму родном для него Гётеборге. Всего за Бурсаспор в чемпионате провёл 28 матчей.

#### «Таврия»
11 июля 2012 года подписал трёхлетний контракт с симферопольской «Таврией» и в этот же день приступил к тренировкам. Главным тренером команды был Олег Лужный, который возглавил «Таврию» летом этого года. Свенссон в команде взял 6 номер. Также у него были предложение из Италии, Бельгии и Кипра. На следующий день 12 июня был представлен в качестве игрока «Таврии» на предсезонной встрече с болельщиками.
31 августа 2012 года дебютировал в чемпионате Украины в выездном матче 8-го тура против ужгородской «Говерлы» (2:1), Свенссон отыграл весь матч. «Таврия» в этой игре уступила, а «Говерла» одержала первую победу в чемпионате. Дебютировав в чемпионате Украины Густав Свенссон стал первым шведом в первенстве страны.

#### Возвращение в «Гётеборг»
23 марта 2014 года Свенссон вернулся в «Гётеборг», с которым подписал контракт на четыре года.

#### «Гуанчжоу Фули»
8 января 2016 года Свенссон перешёл в китайский клуб «Гуанчжоу Фули», с которым заключил контракт до конца 2017 года.

#### «Сиэтл Саундерс»
30 января 2017 года Свенссон подписал контракт с американским клубом «Сиэтл Саундерс». В MLS дебютировал 4 марта, выйдя с первых минут на позиции правого защитника, в матче стартового тура сезона 2017 против «Хьюстон Динамо» в гостях, проигранном со счётом 2:1. 19 июля в матче против «Ди Си Юнайтед», выигранном со счётом 4:3, забил свой первый гол за «Саундерс». По окончании сезона 2020 контракт Свенссона с «Сиэтл Саундерс» истёк.

#### «Гуанчжоу Сити»
9 апреля 2021 года Свенссон вернулся в «Гуанчжоу Сити», бывший «Гуанчжоу Фули», подписав однолетний контракт.

#### Второе возвращение в «Гётеборг»
22 июля 2021 года Свенссон вновь вернулся в «Гётеборг», подписав контракт до конца 2023 года с опцией продления ещё на год.

### Карьера в сборной

#### Молодёжная сборная Швеции (до 21 года)
Свенссон являлся игроков молодёжной сборной Швеции до 21 года. Штаб молодёжной сборной, который возглавлял тандем тренеров это — Томми Сёдерберг и Йёрген Леннартссон, вызвали Густава на молодёжный чемпионат Европы 2009, который прошёл в Швеции. Он был заявлен под 13 номером. В первой игре Швеция обыграла Беларусь с итоговым счётом (5:1). Свенссон в этой игре на 89-й минуте забил гол в ворота Павла Чесновского, а через минуту был заменён на Андреаса Ландгрена. Во второй игре шведы уступили сборной Италии со счётом (1:2), Свенссон начал игру в стартовом составе, но на 66-й минуте был заменён на Лабинота Харбузи. В третьей и последней игре группового этапа Швеция победила Сербию (1:3), Свенссон отыграл всю игру. По итогам группового раунда Швеция заняла 2 место, уступив Италии и обогнав Сербию и Беларусь прошла дальше. В полуфинале Швеция встретилась с Англией. Основные и дополнительные два тайма времени закончились с результативным счётом (3:3). В серии пенальти победили англичане со счётом (5:4), несмотря на то, что Густав не бил пенальти он отыграл всю игру.
Всего за молодёжную сборную до 21 года он провёл 24 матча, в которых забил 1 мяч.

#### Национальная сборная Швеции
25 января 2009 года дебютировал в составе национальной сборной Швеции в выездном матче против США (3:2), главный тренер Ларс Лагербек доверил отыграть Густаву всю игру. Свою вторую игру провёл через 4 дня, 29 января против Мексики (0:1), Свенссон вышел на 86-й минуте вместо Мартина Эрикссона.
Принимал участие в чемпионате мира 2018.
Был включён в состав сборной на чемпионат Европы 2020.
17 июля 2021 года Свенссон объявил о завершении выступлений за национальную сборную.

## Достижения
«Гётеборг»
- Чемпион Швеции (1): 2007
- Серебряный призёр чемпионата Швеции (2): 2009, 2014
- Бронзовый призёр чемпионата Швеции (1): 2008
- Обладатель Кубка Швеции (2): 2008, 2015
- Финалист Кубка Швеции (2): 2007, 2009
- Обладатель Суперкубка Швеции (1): 2008

«Бурсаспор»
- Бронзовый призёр чемпионата Турции (1): 2010/11
- Финалист Кубка Турции (1): 2011/12

«Сиэтл Саундерс»
- Чемпион MLS (обладатель Кубка MLS) (1): 2019